# 彼得鲁什卡
《彼得鲁什卡》（英語：Petrushka），亦譯作《木偶的命運》，是俄罗斯近代著名作曲家斯特拉文斯基所写的一部芭蕾舞剧。在斯特拉文斯基创作出成名作《火鳥》以后，他的委约者谢尔盖·达基列夫非常兴奋，决定再与斯特拉文斯基合作一部芭蕾舞剧供他的芭蕾舞团上演。该剧创作于1910年，由亚历山大·贝努瓦创作剧本，米哈伊尔·福金编舞，尼金斯基主演，1911年6月3日首演于巴黎夏特莱剧院(法語：Théâtre du Châtelet)。1947年，作曲家又对原谱进行过修订，目前的演出一般使用修订版。

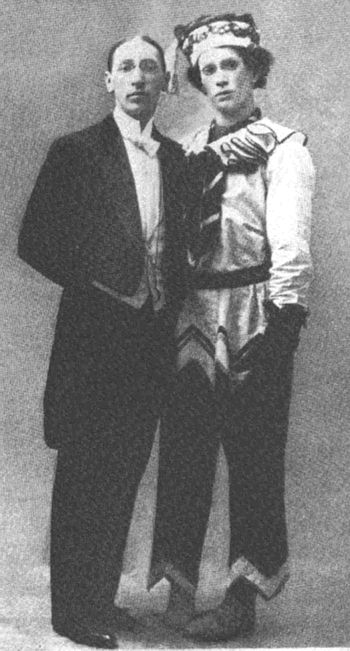
斯特拉文斯基与着戏装的尼金斯基

舞剧剧情由俄罗斯民间故事改编，叙述一位魔术师在市集上表演木偶戏，结果使三个木偶彼得鲁什卡，芭蕾舞女演员和摩尔人都有了生命。彼得鲁什卡爱上了女演员，但女演员却喜欢摩尔人。彼得鲁什卡无法忍受，便设法破坏了他们的爱情，摩尔人气得发疯，把彼得鲁什卡杀死。福金认为这部舞剧是他的得意之作，剧中的舞蹈具有强烈的现代性，采用机械式的造型和步法，突出了角色的性格特点，而且以男主角而非女主角作为作品的中心，在芭蕾史上具有开创性的作用。彼得鲁什卡也是尼金斯基个人最喜爱的角色。
从音乐角度来说，《彼得鲁什卡》是《火鳥》和《春之祭》之间的桥梁，是斯特拉文斯基的个人风格逐渐成型，创作逐渐走向成熟的关键一环。该剧的音乐富于动力，配器尖锐粗粝，旋律充满俄罗斯民族风情，对打击乐器和铜管乐器的使用方面有很多开创性的贡献，是斯特拉文斯基最为人喜爱的作品之一。后来作曲家还将该剧音乐的三个片段改编成了钢琴曲。